# Едуард Морган Форстър
Едуард Морган Форстър (на английски: Edward Morgan Forster) е английски писател. Издаден е като Е. М. Форстър.

## Биография и творчество
Едуард Морган Форстър е роден на 1 януари 1879 г. в Мерилеборн, Лондон, Англия, в семейството на Едуард Форстър и Алис Уичело. Баща му умира, когато е на 2 години. Наследява значителна за времето си сума от бащината си пралеля Мариане Торнтън, което позволява на семейството да живее и да поддържа бъдещата си кариера. Учи в училището в Тънбридж в Кент, и в Кралския колеж в Кеймбридж в периода 1897 – 1901 г. В колежа се присъединява към интелектуалното дискусионно общество известно като „Кръг Блумсбъри“.
След дипломирането си пътува с майка си в континентална Европа, а през 1914 г. посещава Египет, Германия и Индия. През това време написва всичките си произведения, макар някои от тях да са публикувани значително по-късно.
Първият му роман, „И ангелите не смеят да пристъпят“, е публикуван през 1905 г. Следват още няколко – „The Longest Journey“, „Стая с изглед“ и „Хауардс Енд“, в които иронично и задълбочено показва класовата разлика и лицемерието на британското общество в началото на 20 век. Личният му порив към разбиране и съпричастност може да бъде сполучливо обобщен в епитафията на романа „Хауардс Енд“ – „Само свържете ...„.
По време на Първата световна война е доброволец към Международния червен кръст и служи в Александрия, Египет.
През 1920 г. отново посещава Индия като частен секретар на махарджата на Девас. След завръщането си в Англия завършва последния си роман „A Passage to India“ (Пътуване до Индия) публикуван през 1924 г. В романа разглежда връзката между Изтока и Запада, видян през призмата на Индия в по-късните дни на британския Радж. С него постига най-големия си успех и е удостоен с мемориалната литературна награда „Джеймс Тейт Блек“.
В периода на 30-те и 40-те години е успешен водещ на Радио Би Би Си. По време на Втората световна война прави седмична рецензия на книги по поръчка на Джордж Оруел. В този период от творческата си кариера се насочва главно към документалната литература, биографичната литература и мемоаристиката.
През 1946 г. е избран за почетен сътрудник на Кралския колеж в Кеймбридж.
Вижданията на Форстър като светски хуманист са в основата на работата му, като често изобразява преследването на лични връзки, въпреки ограниченията на съвременното общество. Отбелязва се употребата на символизъм като техника в романите му и е критикуван за привързаността си към мистицизма. За произведенията си е удостоен с орден за заслуги от кралица Елизабет през 1969 г.
Едуард Морган Форстър умира след серия от инсулти на 7 юни 1970 г. в Ковънтри, Англия.
Част от произведенията му са публикувани посмъртно. Последният му роман „Морис“ с хомосексуална тематика е издаден малко след смъртта му, а романът „Arctic Summer“, който остава незавършен, през 1980 г.

## Произведения

### Самостоятелни романи
- Where Angels Fear to Tread (1905)
И ангелите не смеят да пристъпят, изд. ИК „Народна култура“, София (1981), прев. Мариана Коракова
- The Longest Journey (1907)
- A Room with a View (1908)
Стая с изглед, изд. ИК „Изток-Запад“, София (2018), прев. Аглика Маркова
- Howards End (1910)
Хауардс Енд, изд. ИК „Христо Г. Данов“, Пловдив (1984), прев. Божидар Стойков
- The Story of the Siren (1920)
- A Passage to India (1924)
На гости в Индия, изд. „Народна култура“, София (1967), прев. Надя Сотирова
- Maurice (1970)
- Arctic Summer (1980)

### Разкази
- The Consolations of History
- The Machine Stops (1909)
- The Celestial Omnibus (1911)
- The Curate's Friend (1911)
- Other Kingdom (1911)
- The Other Side of the Hedge (1911)
- The Road from Colonus (1911)
По пътя от колон нататък, изд. Алманах „Панорама“ (1993), прев. Деян Кюранов
- The Story of a Panic (1911)
- Co-ordination (1928)
- The Eternal Moment (1928)
- Mr Andrews (1928)
Г-н Андрюс, изд. Алманах „Панорама“ (1993), прев. Деян Кюранов
- The Point of It (1928)
Смисълът, изд. Алманах „Панорама“ (1993), прев. Деян Кюранов
- The Story of the Siren (1928)

### Сборници
- The Eternal Moment: And Other Stories (1928)
- Abinger Harvest (1936)
- Collected Short Stories (1947)
- The Machine Stops: And Other Stories (1947)
- Albergo Empedocle and Other Writings (1971)
- The Life to Come: And Others Stories (1973)
- The Collected Tales of E. M. Forster (1986)
- The New Collected Short Stories (1989)

### Документалистика
- Pharos and Pharillon: A Novelist's Sketchbook of Alexandria Through the Ages (1923)
- Aspects of the Novel (1927)
- What I Believe (1939)
- Nordic Twilight (1940)
- The Development of English Prose Between 1918 and 1939 (1945)
- Two Cheers for Democracy (1951)
- The Hill of Devi (1953)
- Battersea Rise (1955)
- Marianne Thornton: A Domestic Biography 1797 – 1887 (1956)
- Goldsworthy Lowes Dickinson (1962)
- Alexandria: A History And a Guide (1974)
- Selected Letters of E.M. Forster: Volume One 1879 – 1920 (1983)
- Selected Letters: 1921 – 70 (1985)

### Книги за Е. М. Форстър
- The Writings of E.M. Forster (1938) – от Роуз Маколи
- Forster: A Collection of Critical Essays (1966) – от Малкълм Бредбъри
- E. M. Forster and His World (1978) – от Франсис Кинг
- E. M. Forster (1999) – от Никълъс Ройл

### Екранизации
- Пътуване до Индия (1984), реж. Дейвид Лийн, с участието на Джуди Дейвис, Виктор Банерджи, Пеги Ашкрофт
- Стая с изглед (1985), реж. Джеймс Айвъри, с участието на Маги Смит, Хелена Бонъм Картър, Денъм Елиът
- Морис (1987), реж. Джеймс Айвъри, с участието на Джеймс Уилби, Рупърт Грейвс, Хю Грант
- Изход към континента (1991), реж. Чарлс Стъридж, с участието на Хелена Бонъм Картър, Джуди Дейвис, Рупърт Грейвс
- Имението „Хауърдс Енд“ (1992), реж. Джеймс Айвъри, с участието на Антъни Хопкинс, Ема Томпсън, Ванеса Редгрейв
- Billy Budd (1998) – ТВ филм, сценарий и текст, с участието на Дуейн Крофт, Джеймс Морис
- A Room with a View (2007) – ТВ филм, с участието на Илейн Касиди, Лорънс Фокс, Рейф Спол
- The Machine Stops (2009) – по разказа, с участието на Маша Мур, Ерик Ван дер Ваал